# Casey (Iowa)
Casey é uma cidade localizada no estado americano de Iowa, no Condado de Adair e Condado de Guthrie.

## Demografia
Segundo o censo americano de 2000, a sua população era de 478 habitantes.
Em 2006, foi estimada uma população de 408, um decréscimo de 70 (-14.6%).

## Geografia
De acordo com o United States Census Bureau tem uma área de
1,9 km², dos quais 1,9 km² cobertos por terra e 0,0 km² cobertos por água.

## Localidades na vizinhança
O diagrama seguinte representa as localidades num raio de 24 km ao redor de Casey.